# Newfield (New York)
Newfield è un comune degli Stati Uniti d'America, situato nello stato di New York, nella contea di Tompkins.